# Synaldis cabinica
Synaldis cabinica är en stekelart som beskrevs av Fischer 1967. Synaldis cabinica ingår i släktet Synaldis och familjen bracksteklar. Utöver nominatformen finns också underarten S. c. asiatica.